# 犹太人大屠杀期间波兰人对犹太人的援助
波兰犹太人是纳粹德国犹太人大屠杀的主要受害者之一。在整个德国占领时期，许多波兰人冒着自己与家人的生命危险，从德国人手中营救犹太人。按国籍统计，波兰人是大屠杀期间最大的犹太人救助者群体。迄今为止，已有6,992名波兰人被以色列认定为国际义人，数量为各国中最多的。
波兰军官威托德·皮雷茨基撰写了关于大屠杀和集中营的报告，经流亡政府信使扬·卡尔斯基传递，使波兰家乡军得以向世界通报犹太人大屠杀的情况。波兰流亡政府和波兰地下国恳求美国和英国帮助制止大屠杀，但无济于事。
波兰人对犹太人的援助得到了欧洲最大的抵抗运动之一——波兰地下国的支持，地下国的军队（家乡军）也参与其中。专门负责援助犹太人的特殊机构“热戈塔委员会”是波兰的犹太人救助行动最为突出的成就之一。委员会在波兰政府代表团的支持下得以成立，总部位于华沙，在克拉科夫、维尔纽斯和利沃夫等地设有分支机构。
波兰人对犹太人的援助遭到了所有纳粹占领区中最严苛的阻碍。德国人在波兰地区下令，对犹太人提供任何形式的帮助均会判处死刑，救助者及其家人都会被处死。二战期间有300万非犹太波兰人被杀害，其中可能有多达5万人仅因救援犹太人而被德国处决。

## 背景
在第二次世界大战之前，有330万犹太人居住在波兰，占波兰总人口的十分之一。当时的波兰是欧洲犹太世界的中心。
1939年9月1日，纳粹德国入侵波兰，第二次世界大战爆发；9月17日，根据莫洛托夫-里宾特洛甫协议，苏联从东方入侵波兰。1939年10月，波兰第二共和国被德苏两国瓜分。德国占领波兰西部和中部的领土，占波兰全部领土的48.4％.纳粹德国的种族政策将波兰人视为“次等人类”，而将波兰犹太人置于更低的等级，使得一场无限制的暴力运动得到正当化。在德国占领的波兰地区，德国对外政策的目的之一是防止波兰各民族人口联合起来对抗德国。纳粹制订了将波兰犹太人集中、孤立、并最终在大屠杀中彻底毁灭的计划。对于占波兰人口多数的天主教徒，纳粹的政策手段集中在谋杀或打压政界、宗教界和知识分子领袖，以及对吞并土地的德国化。纳粹当局的一项“德国化“计划是将波兰人（包括波兰犹太人）逐出他们的家园、农场和产业，然后将波罗的海和其他地区的日耳曼人安置进来。
占人口多数的非犹太波兰人对犹太人大屠杀的反应极为多样：有的表现出利他主义行为，甚至将自己和家人置于生命威胁中；其他人对犹太人表现出同情、消极、漠不关心等态度，甚至存在一些波兰人勒索与告发犹太人的行为。救助犹太人的波兰人面临多方面的威胁，包括缺乏同情的邻居、波兰的德意志裔人、乌克兰族亲纳粹者、被称作“猪油仔”的敲诈者、以及来自火炬队和13号小组的犹太通敌者。有时，犹太人被德国军警抓获后会供出救援自己的非犹太人，导致波兰人的救援网络被纳粹根除杀害。
1941年巴巴罗萨行动开始前夕，大屠杀的主要构建者莱因哈德·海德里希发布了关于大规模反犹行动的操作指南，用于指导由当地非犹太人参与实施的反犹太行动。随后，乌克兰族和立陶宛族的辅助警察营屠杀了波兰犹太人。德国入侵苏联后，致命的反犹骚乱在原为苏占地区的30多个地方爆发，包括布热希奇、捷尔诺波尔、比亚韦斯托克、卢茨克、利沃夫以及斯坦尼斯瓦乌夫。在威尔诺的博纳利大屠杀中，7万名波兰犹太人遇害，人数是非犹太受害者的三倍多。原波兰领土上的少数民族经常参与由烏克蘭反抗軍、立陶宛特别支队、立陶宛TDA旅和白俄罗斯国土防卫军领导的反犹骚乱。本地人参与的纳粹德国的“清洗”行动包括1941年的耶德瓦布内反犹骚乱。别动支队奉命在整个东方德国占领区组织反犹骚乱。根据以色列的战争罪行委员会的统计数据，合作反犹的本土波兰人只有不到千分之一。

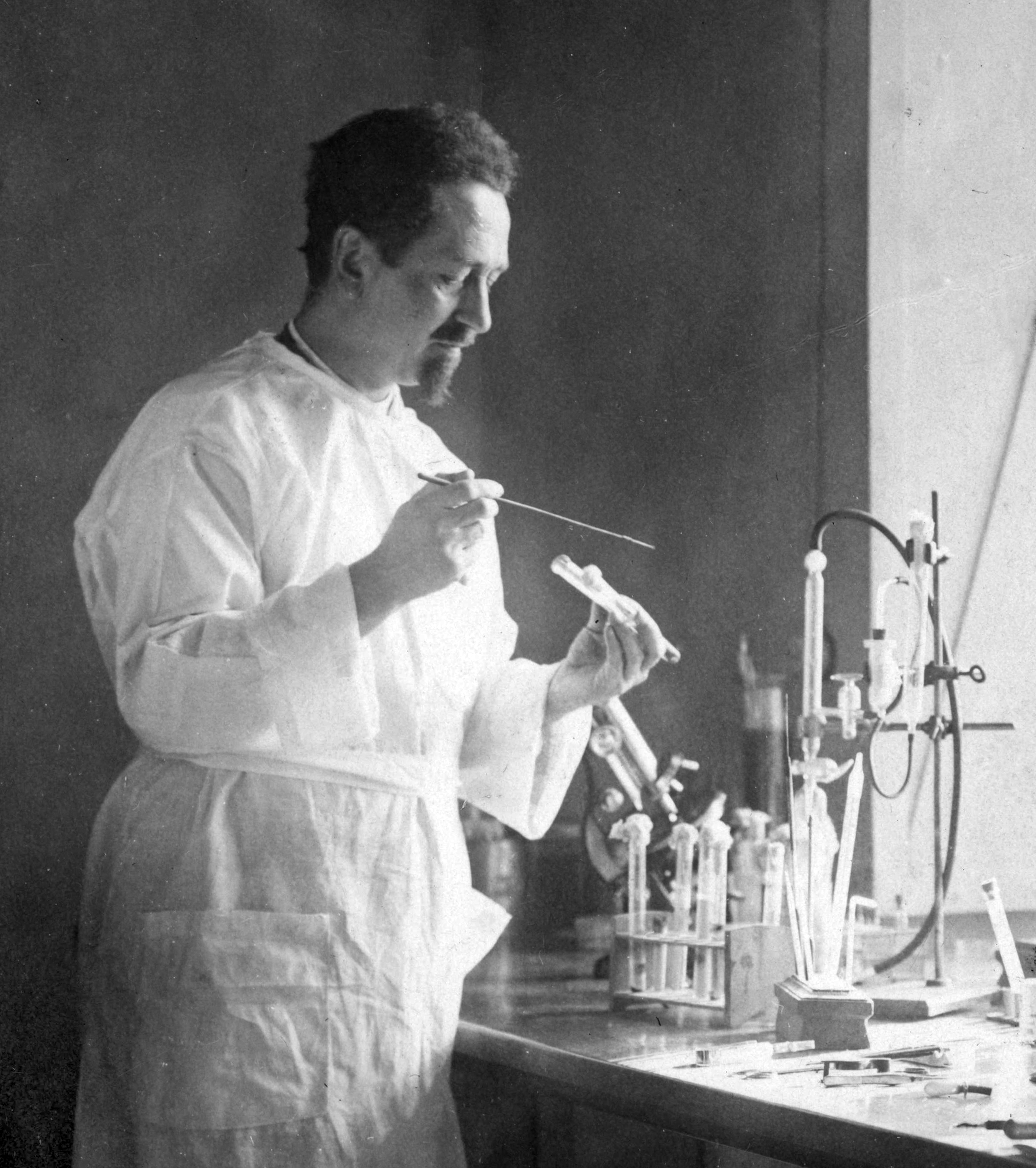
波兰国际义人鲁道夫·魏格尔的疫苗经走私进入利沃夫和华沙的隔都，拯救了无数犹太人的生命。

波兰人通过组织和个人努力来帮助犹太人。许多波兰人向犹太人提供食物，或者将食物留在犹太人前往强迫劳动地点的道路上。其他波兰人指引自隔都逃出的犹太人寻找可以帮助他们的波兰人。有些波兰人只庇护犹太人一晚或几夜；其他人完全担负起犹太人的生存保障，即便已经知道德国人会处死救援者及其家人。
一些波兰医生拯救了数千名犹太人，他们在大屠杀中扮演了特殊的角色。被称为“波兰辛德勒”的尤金·拉佐斯基博士假造了一场流行性斑疹伤寒疫情，使得罗兹瓦杜夫的8,000名波兰犹太人免于被驱逐到灭绝营。塔德乌什·潘基耶维茨博士在克拉科夫隔都提供免费药物，拯救的犹太人数量难以估计。鲁道夫·魏格尔教授发明了第一种针对流行性斑疹伤寒的有效疫苗，他在自己位于利沃夫的研究所雇用并保护犹太人；他的疫苗被偷运到利沃夫和华沙隔都，挽救了无数生命。本津州立医院院长塔德乌什·柯希波维茨博士（Tadeusz Kosibowicz）因拯救犹太逃亡者而被判处死刑，后被改判集中营监禁，并活到了战争结束。
完全负责保障犹太人生存的波兰人被以色列认定为国际义人。目前已有6,992名波兰人因在大屠杀期间救助犹太人被以色列猶太大屠殺紀念館认定为国际义人，使波兰成为国际义人人数最多的国家。

### 统计
目前无法以清晰的标准界定有多少波兰人使犹太人免于纳粹迫害；学术界对此仍有争论。根据古纳尔·保尔森的说法，符合以色列猶太大屠殺紀念館认定标准的救援者数量可能达到10万人，并且可能还有两到三倍数量的人提供了较小程度的帮助；大多数人属于“消极保护”。在《种族灭绝研究杂志》上发表的一篇文章中，汉斯·福尔斯估计波兰救援者的人数可能多达120万。理查德·卢卡斯估计超过100万名波兰人参与了此类救援工作，“但也有人估计人数高达300万。”卢卡斯还引用了热戈塔战时成员瓦迪斯瓦夫·巴托舍夫斯基的估计：“至少有数十万波兰人......以各种方式参与到救援行动中。”在其他资料中，巴托舍夫斯基估计有1％至3％的波兰人口积极参与救援工作；马尔钦·乌里诺维茨估计积极尝试帮助犹太人的波兰人至少有50万，最多超过100万。特蕾莎·普列克罗娃给出了较少的估计数字，声称有16万-36万名波兰人帮助隐藏犹太人，约占1500万名她认为“有能力提供帮助”的成年波兰人口的1.5％至2.5％. 她的估计只计入了直接参与藏匿犹太人的波兰人；此外她还假设每个在非犹太民众中藏身的犹太人在战争期间只有一个藏身之处，因此只有一组施救者。其他历史学家表示，涉及救援的波兰人人数要高得多。保尔森写道，根据他的研究，每个躲藏起来的犹太人在整个战争期间平均会在七个不同的地方停留。

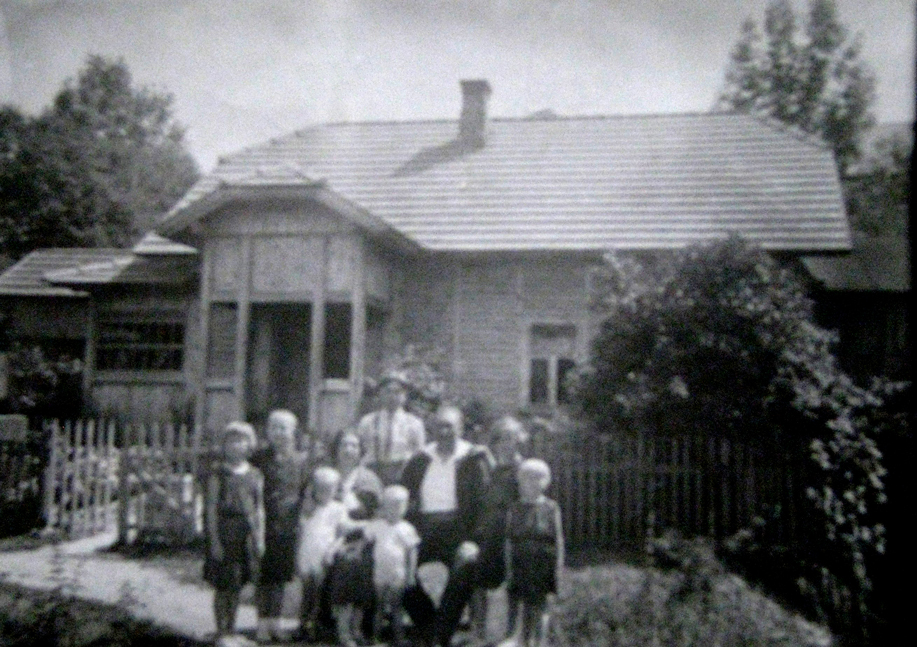
住在新松奇隔都以西的波兰义人克鲁尔（Król）一家。一家人将犹太友人藏在阁楼里三年之久。近在咫尺的德国人对波兰平民实施了德占波兰境内的平定行动。

保尔森写道，普通犹太人在德占波兰的生存依赖于许多援助和宽容行为，“每个获救的犹太人几乎都需要十几个人的通力协作。”波兰犹太历史学家西蒙·达特内尔也证实了这一点。保尔森指出，在战争和德国占领的六年中，波兰人庇护的普通犹太人有三到四套假证件，多次面临甄别犹太人身份。达特内尔还解释说，犹太人的藏身经常要持续数年，结果使每个非犹太家庭的风险指数增长。波兰犹太作家、大屠杀幸存者汉娜·克拉尔已经确定了45名帮助她避开纳粹分子的波兰人。波兰犹太裔音乐家瓦迪斯瓦夫·斯皮尔曼确定了30名帮助他在大屠杀中生存的波兰人，他的战时经历记录在他的回忆录《钢琴家》及其同名电影中。
与此同时，来自芝加哥的约翰·帕夫利科夫斯基神父援引其他历史学家的著作，推测成千上万救援者是夸大的数据。类似地，马丁·吉尔伯特写道，在纳粹政权统治下救援犹太人的实为罕见，尽管确实可以在全波兰上下的城镇和村庄找到他们。
究竟有多少波兰犹太人被非犹太同胞藏匿，目前没有官方数字。卢卡斯估计，波兰人在某个节点庇护的犹太人数量可能“高达45万”。然而，躲藏并不能确保犹太人完全免于纳粹威胁：据估计有4万到20万不等的犹太人在藏身时被捕。

### 难点

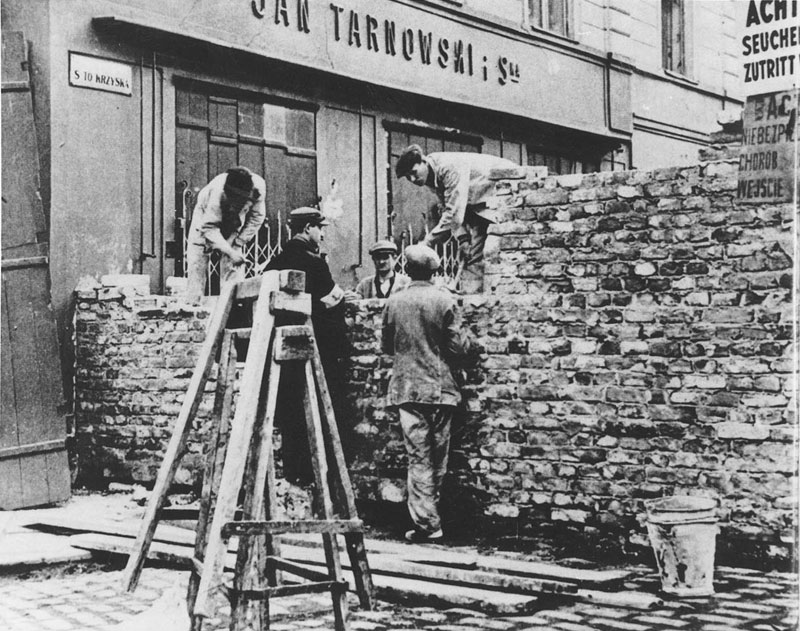
华沙隔都围墙，由纳粹德国于1940年8月下令建造

救援工作受到若干因素的阻碍。许多波兰人不愿意向犹太人提供直接帮助，其原因往往是援助犹太人面临的死刑威胁，以及自身为逃亡者提供援助的能力有限。藏身的犹太人没有正式的配给卡，因此他们需要的食品必须在黑市上高价购买，进一步恶化了援助的困难。根据艾曼努尔·林格布鲁姆的说法，在大多数情况下，波兰人从他们藏匿的犹太人那里收受钱财不是出于贪婪，而是出于波兰人在德国占领期间被迫忍受的贫困。以色列·古特曼写道，大多数被波兰人庇护的犹太人都支付了收留自己的费用，然而有成千上万的波兰人保护者和他们藏匿的犹太人一同丧生。
学者们普遍认为，与西欧不同，波兰人与纳粹德国的合作并不明显。然而，纳粹恐怖、粮食配给不足、德国人的贪婪、以及作为“德国人唯一能理解的语言”的贪污系统破坏了传统价值观。帮助犹太人的波兰人面的巨大风险不仅来自德国占领者，也来自他们自己的各族同胞，如波兰德意志裔人。又比如波兰乌克兰族中的许多人都是反犹主义者，在战争中迷失了道德准则。有些所谓的“猪油仔”讹诈藏身中的犹太人和帮助他们藏身的波兰人，或者将向德国人告发犹太人以获得奖励。在城市之外，各种民族背景的农民寻找藏在森林里的犹太人，向他们索取钱财。还有一些犹太人出卖波兰人和其他犹太人，希望用赏金缓解饥饿。这些犹太人中的绝大多数在德国占领后加入了黑社会，对成千上万人的死亡负有责任：其中既包括犹太人，也包括致力于救助他们的波兰人。
关于敲诈勒索者，保尔森的一位评论者说道，“一个流氓或敲诈者就能对藏身的犹太人造成严重伤害，但是保持这些犹太人的藏身需要一群人的沉默顺从。”他还指出，每有一个“猎人”就会有20到30个“帮手”。根据卢卡斯的说法，在1939年生活在华沙的130万人中，勒索和告发犹太人及其波兰保护者的叛徒数量可能不超过1000人。
迈克尔·斯坦因劳夫写道，波兰人援助犹太人的障碍不仅来自对死刑的恐惧，还源于反犹主义使许多人不确定他们的邻居对施救会作何反应。多位著者已经注意到，一些极端分子主张最终将犹太人移除出波兰，他们对犹太人的敌意造成了负面后果。此外阿里那·卡拉对波兰民间文化中的犹太人的研究指出，长久以来的传统宗教反犹太主义以及战前和战时的反犹宣传也导致了波兰人的冷漠。然而斯坦劳夫指出，尽管存在这些不确定因素，全国上下仍有成千上万的波兰人帮助犹太人：“犹太人大屠杀期间，波兰与犹太人关系最显著的特征不是告密或漠不关心，而是这些人的存在。”尼查马·泰克在一群天主教波兰人的帮助下幸存下来；她指出，波兰援助者施救的环境对犹太人怀有敌意，且不利于他们的保护。施救者要担心他们的邻居会不赞成，以及这种否定可能带来的报复。泰克还指出，出于许多复杂和实际的原因，犹太人并没有总是准备好接受他们可以获得的援助。出乎一些犹太人的意料，一些人在开战之前被他们认为表现出反犹主义态度，战时却援助了他们。

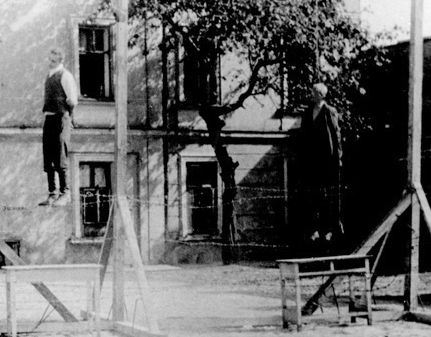
1943年的普热梅希尔，Michał Kruk和其他几个波兰人被公开绞刑，作为帮助犹太人的惩罚

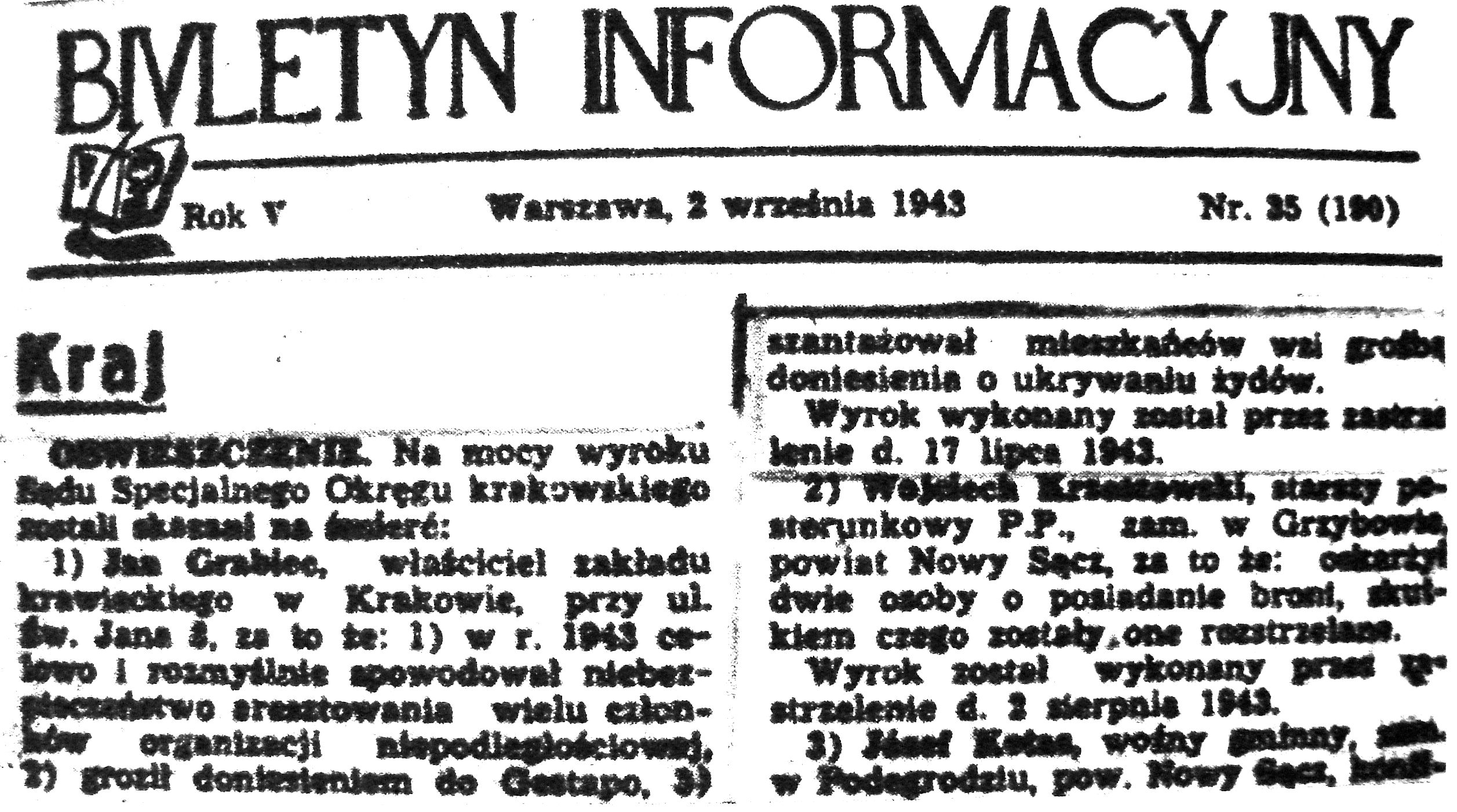
1943年7月波兰地下出版物《消息公告 (波兰地下出版物)》，宣布了波兰流亡政府牵制局做出的死刑判决，以及遭到处决的猪油仔 (波兰)，他们因敲诈藏匿犹太人的波兰村民而被处决。

以色列猶太大屠殺紀念館的国际义人部前主任莫迪凯·帕尔迪尔写道，波兰人民对纳粹杀戮的普遍反感有时伴随着对犹太人失踪的所谓的宽慰。以色列历史学家约瑟夫·克尔米什曾在1977年的大屠杀纪念馆会议上声称，波兰研究人员——不光是热戈塔自己的成员，还包括马达伊奇克教授这样德高望重的历史学家——夸大了热戈塔组织的成就。然而，克尔米什的断言不受所列证据的支持。保尔森和帕夫利科夫斯基写道，战时某些民众的态度并不是阻碍庇护犹太人生存的主要因素，也不对热戈塔组织工作造成重要影响。
波兰犹太社区在二战期间被毁灭，再加上波兰通敌者的故事，使得人们（特别是以色列和美国犹太人）产生了一种持续的刻板印象：波兰人对于犹太人的苦难一直漠不关心，甚至是支持的。然而，现代学术研究并未证实波兰有不可救药的反犹主义，波兰的反犹主义和当时的西方反犹主义也并无不同；研究还发现，关于波兰反犹主义的这些错误主张属于构成反波兰情绪的刻板印象。为支持先入为主的观念而提出的选择性证据，使得一些大众媒体对波兰人在犹太人大屠杀中的角色给出过于简单的结论，且观点经常具有误导性。

### 对援助犹太人的惩罚

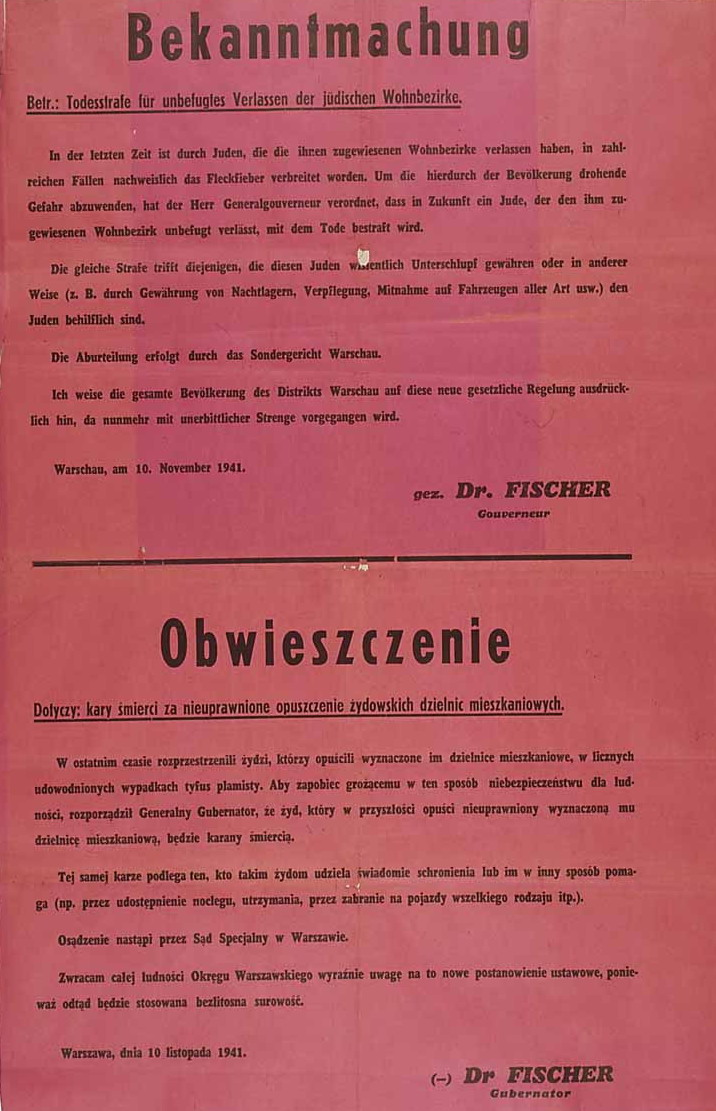
德语和波兰语的告示，宣布在隔都以外被捕的犹太人和帮助犹太人的波兰人均会被处以死刑

为了阻止波兰人帮助犹太人并摧毁一切抵抗企图，德国人采取了无情的报复政策。1941年11月10日，波兰总督汉斯·法郎克宣布以“任何方式”帮助犹太人的波兰人均会被处以死刑：“将他们带入家中过夜，让他们搭乘任何类型的车辆”或“给逃跑的犹太人提供餐食，或向他们出售食物。”法令被张贴在所有城镇，以灌输恐惧。
在德国占领的所有国家中，仅在波兰对援助犹太人实施死刑，这是由于波兰人对犹太人援助的显著性和自发性。例如，萬楚特附近马尔克瓦村有许多家庭帮助他们的犹太邻居藏身；纳粹将乌尔玛一家（父母和六个孩子）与他们藏匿的八个犹太人共同处决。維爾諾省的Wołyniec一家被屠杀，以惩罚他们庇护逃出隔都的三名犹太难民的行为。在新格魯代克省，由于发现有藏匿犹太人的行为，德国人射杀了Józef Borowski一家的八名成员，还有四位碰巧在那里的客人。如果有村庄被纳粹发现集体援助犹太人，纳粹行刑队对整个村庄实施大规模处决。在帕尔切夫附近的比亚夫卡村和波德拉谢地区索科武夫附近的斯特丁村，150名村民因庇护犹太人被纳粹杀害。
1942年11月，党卫队乌克兰支队在沃倫省的别列茨村（Berecz）处决了20名村民，因他们援助了波沃尔斯克隔都（Povorsk）逃出的犹太居民。根据彼得·雅罗什察克（Peter Jaroszczak）的说法，“由于向犹太人提供了援助，Michał Kruk和其他几个普热梅希尔人于1943年9月6日被处决（见图）。总体而言，在该镇及其周围地区，有415名犹太人（包括60名儿童）得救，而德国人反过来杀害了568名波兰籍人士。”1942年12月18日，斯洛尼姆的数百名波兰人与他们的牧师亚当·什塔克（Adam Sztark）被屠杀，原因是在教堂中庇护来自斯沃尼姆隔都的犹太难民。1944年3月4日，在布恰奇附近的胡塔斯塔拉，波兰基督徒和他们所保护的犹太人被纳粹赶进教堂活活烧死。1942年至1944年间，仅在凯尔采地区就有大约200名农民被枪杀或被烧死。
集体帮助庇护犹太人的社区被整个歼灭，如位于佐洛乔夫附近的Huta Złoczów、瓦赫瓦附近的Zahorze、布羅德附近的胡塔皮耶尼亚茨卡以及舒木斯克附近的斯塔拉胡塔等。
此外，在战争结束后，在纳粹占领期间拯救犹太人的波兰人经常成为共产党安全机构镇压的受害者。

## 波兰村庄的犹太人
波兰的一些村庄集体为犹太人提供了庇护，让他们免于被纳粹逮捕；这些村民不仅为本村的犹太邻居提供保护，也为来自其他村庄的难民和逃离隔都的难民提供援助。战后的研究已经证实，萬楚特附近的格武库夫村全体村民参与了保护犹太人；集体庇护还出现在奥佐尔库夫的格武夫内、邻近谢尔普茨的波尔科沃，乌兰努夫附近的东布罗维察、靠近奥特沃茨克的格乌皮安卡、以及海乌姆附近的特雷辛等地。在华沙附近的基谢，纳粹发现25名波兰人藏匿犹太人；村民被杀害，村庄被烧毁夷平，以示惩罚。

各村提供的保护形式各有不同。在戈沃布基，科伦佩奇夫妇在自家的农场为多达30名犹太人提供了藏身处；战争结束后，这对夫妇的儿子在接受《蒙特利尔宪报》采访时回忆说，他们的行为是“村里的一个公开秘密，每个人都知道他们必须对此保持沉默”，其他村民为他们伸出援手，“哪怕只是提供一顿饭。”彼德拉谢克夫妇（阿尔弗雷达与波列斯瓦夫）为切拉努夫乡（位于波德拉謝地區索科武夫附近）的18名犹太人提供庇护，邻居为这些获救者提供食物。
战争结束后二十年，一位名叫Gustaw Alef-Bolkowiak的犹太游击队员确定帕尔切夫-卢布林地区奥斯特鲁夫的一些村庄的“几乎全体居民”帮助了犹太人——鲁德卡、耶德兰卡、马科什卡、提什缅尼察和布伊基。历史学家记述，在卢布林郊外格武斯克乡附近的门图夫，有十几个村民庇护波兰犹太人。在一些得到确认的案例中，犹太人由村里各家轮流藏匿。維什庫夫附近的兹捷布什农民轮流庇护两名犹太人；二人后来加入了波兰家乡军。波德拉謝地區別爾斯克附近的穆拉维切村全体村民负责收养一名九岁的犹太孤儿。在位于卢布林附近的沃拉普什比瓦夫斯卡，各家轮流帮助一名犹太女孩藏身。帕爾切夫附近的雅布翁周边的许多波兰犹太人成功避难。
尽管贫穷的波兰犹太人无法提供任何金钱回报，但仍然从一些小社区得到了食物、衣物、住所、乃至金钱。历史学家证实类似的情况发生在斯塔舒夫邻近的察伊库夫乡以及沃维奇附近的几个村庄、格鲁耶茨附近的可尔岑尼乌夫卡、日拉尔杜夫周边、瓦斯卡热夫，以及整个凯尔采省。
在纳粹非长期驻军的小村庄——如冬布罗瓦日齐斯卡，科帕日齐斯卡和斯塔洛瓦沃拉附近的沃拉日齐斯卡等地——一些犹太人能够公开参与他们社区的生活。 在2000年出版的《拯救生命：大屠杀救援的故事》（To Save a Life: Stories of Holocaust Rescue）一书中，Olga Lilien回忆称，她在战时得到塔尔诺布热格附近某个村庄的波兰家庭的庇护。尽管纳粹占领者为提供犹太人藏身线索奖励200德国马克，她仍活过了战争时期。来自维斯吉特基乡的Chava Grinberg-Brown在一次战后采访中回忆说，一个村民暗示打算出卖她的人身安全，便遭到了其他一些村民的暴力威胁。出生于波兰的以色列作家、大屠杀幸存者Natan Gross在2001年出版的《你是谁，格里梅克先生？》（Who Are You, Mr. Grymek?）一书中写道，在华沙附近的一个村庄中，有个通敌者向纳粹报告了一个犹太人藏在哪里，结果通敌者被迫离开村子。
然而，有些拯救犹太人的波兰人在战争结束后遭到的境遇与此不同。从1942年11月到盟军解放期间，耶德瓦布內附近的杨切夫科村的Antonina Wyrzykowska成功地庇护了七名犹太人，达二十六个月之久。在庇护开始之前不久，耶德瓦布内发生了反犹骚乱；在德国的指挥下，至少有300名波兰犹太人被一群波兰人烧死。Wyrzykowska因其英雄主义而被认定为国际义人，但她由于害怕报复而在解放后离开了她的家乡。

## 波兰城市的犹太人

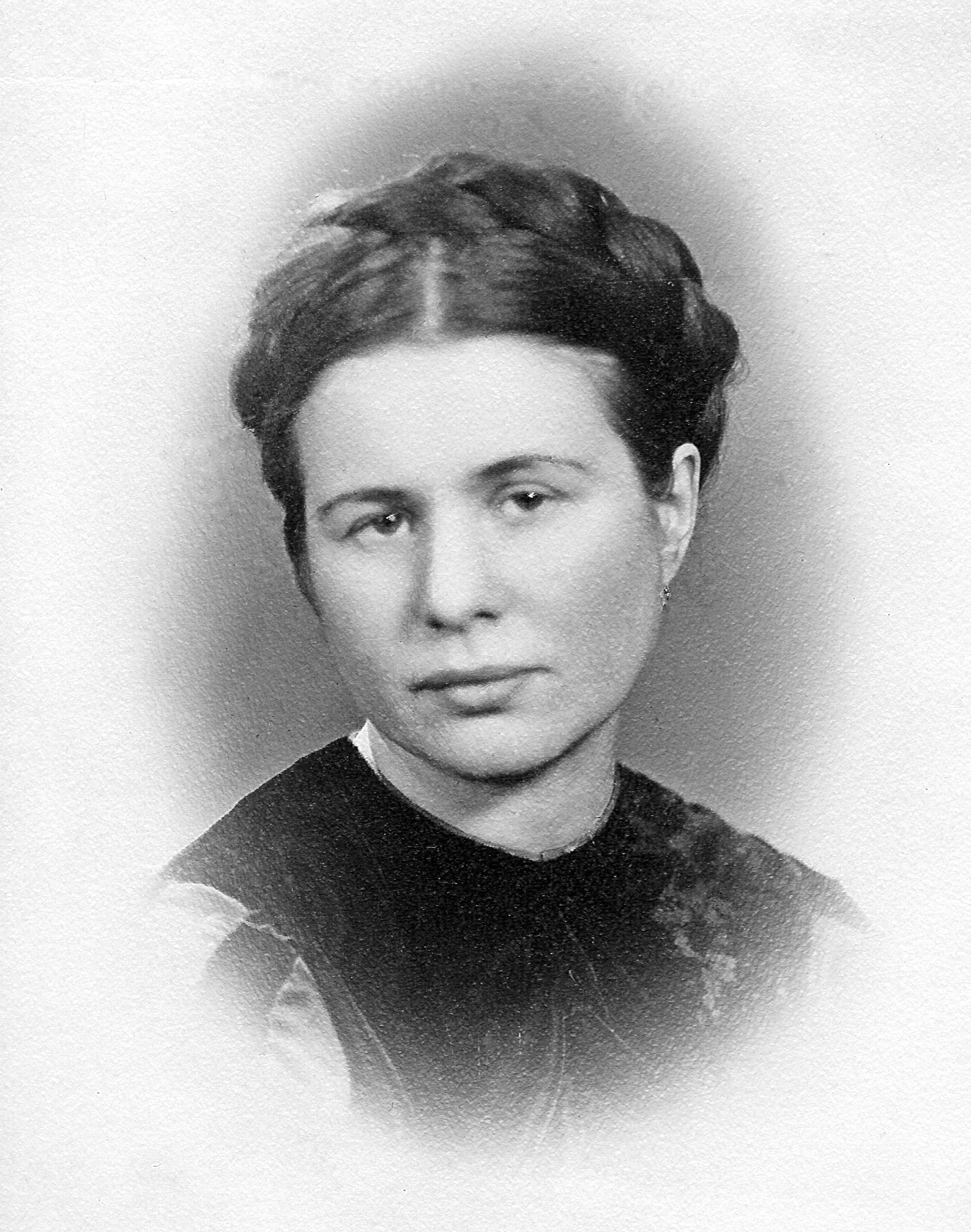
伊雷娜·森德勒将2,500名犹太儿童从华沙犹太区偷运到安全地带。

在波兰的城市和较大的城镇，纳粹占领者创造了旨在监禁当地犹太人的隔都。德国人向隔都分配的口粮很少，让隔都的居民陷于饥饿。隔都犹太人生存的唯一手段是由犹太人和波兰人有组织地将食物偷运到隔都，并从隔都对外走私货物。雅利安人区和犹太人区之间的价格差异可高达100％，但帮助犹太人会遭到死刑惩罚。有数以百计的波兰和犹太走私者出入隔都；他们通常选择在夜间或黎明时分，通过墙洞、地下隧道、下水道开口、乃至贿赂警卫队进出隔都。
波兰地下国鼓励波兰人支持偷运。偷运会遭到死刑惩罚，就地处决；犹太人偷运行动的受害者中有数十名五六岁的犹太儿童，他们在隔都出口和围墙附近被德国人枪杀。虽然在这种情况下不可能展开集体救援，许多波兰基督徒仍然帮助他们的犹太邻居藏身。例如，佐菲亚·班尼叶卡和她的母亲在1941年至1944年间在家中救援了50多名犹太人。保尔森在他对华沙犹太人的研究中记述道，华沙的波兰居民救助和藏匿犹太人的比例与纳粹占领下的其他欧洲城市一样。
华沙的波兰人中有10％积极参与庇护他们的犹太邻居。据估计，1944年居住在首都雅利安一侧的犹太人数量至少在15,000至30,000之间。他们依靠50,000至60,000名提供庇护的波兰人得以生存，还有20,000-30,000名波兰人以其他方式参与援助。

## 波兰以外的犹太人
居住在立陶宛的波兰人支持杉原千畝制作假日本签证。抵达日本的难民得到了波兰大使塔德乌什·罗默的帮助。亨利克·斯瓦维克向大约5000名匈牙利犹太人发放了假波兰护照，于1944年被德国人杀害。伯恩小组，又称瓦多什小组（Ładoś），由亚历山大·瓦多什、亚伯拉罕·希尔波斯凯恩、斯特凡·日尼耶维茨、尤利乌什·库尔等人组成，救助了数百名犹太人。

## 致力于拯救犹太人的组织

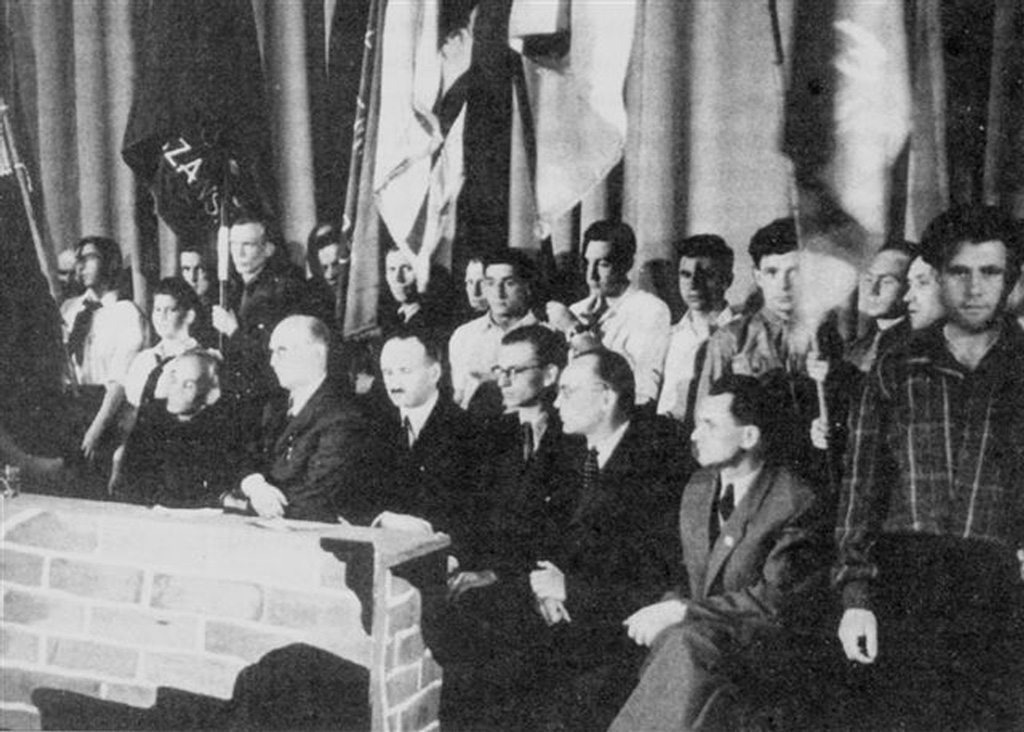
波兰华沙犹太区起义三周年纪念上的热戈塔成员

在波兰犹太人地下组织的帮助下，非犹太波兰人建立了一些致力于拯救犹太人的组织。其中最为突出的是援助犹太人委员会，即“热戈塔”。这一专门致力于救助犹太人的组织在波兰乃至整个纳粹欧洲占领区都是独一无二的；没有其它任何欧洲组织以救助犹太人作为唯一目的。热戈塔集中力量致力于让犹太儿童免于德国人尤为残忍的对待。1998年，塔德乌什·彼得罗夫斯基给出了一些有关幸存者数量的粗略估计，包括在困难时期可能以金融、法律、医疗、儿童看护等形式获得热戈塔援助的人。根据西蒙·达特内尔的说法，这个话题充满了争议；但在理查德·卢卡斯的估计中，在波兰幸存下来的犹太人中有半数得到了热戈塔的帮助。接受热戈塔援助但没能在大屠杀中幸存的犹太人的数量尚不清楚。
伊雷娜·森德勒可能是热戈塔最为著名的成员。在战争期间，她成功地将2,500名犹太儿童偷运出华沙隔都。热戈塔从波兰流亡政府获得了2900万兹罗提（合超过500万美元）的资金，用于支付波兰犹太家庭的救济金。除了热戈塔之外，还有一些组织在行动议程中包含了对犹太人的援助，如波兰红十字会、卢布林-扎莫希奇犹太人援助委员会（Komitetu Zamojsko-Lubelskiego Niesienia Pomocy Żydom）、波兰工团主义者联盟、社区自卫组织等；其中一些组织和热戈塔有联系。

## 犹太人和波兰教会

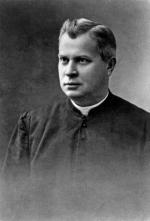
波兰神父马切利·戈德列夫斯基在2009年被追认为波兰国际义人。

即便修道院无法使波兰神父和修士免于死刑，波兰的罗马天主教会在战争期间仍为许多受迫害的犹太人提供食物和住所。波兰几乎每家天主教机构都照顾过一些犹太人：他们通常为犹太儿童伪造基督徒出生证明，让他们得以隐姓埋名地生活，或是模糊他们的身份。波兰的天主教修女在拯救和庇护波兰犹太人的过程中发挥了重要作用；其中有伯特兰达修女这样的援救者，而方济各姊妹会的修道院拯救的犹太儿童数量最多。波兰三分之二的女修道院参与了救援工作，极有可能得到各级教会的支持和鼓励。她们的努力救援得到了当地波兰主教和梵蒂冈本身的支持。修道院领导人从未透露过在他们的机构中保存的确切儿童人数，并且出于安全原因，获救的儿童从未登记过。犹太机构没有可以澄清此事的统计数据。相关证词的系统记录直到20世纪70年代初才开始。在奧扎魯夫、伊格纳库夫、什玛努夫和莱扎伊斯克附近的格洛基什科村，犹太儿童由天主教修道院和周围社区照顾。在这些村庄，基督徒父母没有将孩子从犹太儿童入学的学校搬走。
伊雷娜·森德勒是热戈塔儿童部门的负责人，拯救了华沙隔都的上千名犹太儿童。她的营救工作得到了社会工作者、天主教修女、以及玛丽亚家庭方济各姊妹会会长玛蒂尔达·盖德尔的密切合作。这些孩子被安置在波兰家庭，玛丽亚家庭姊妹会的华沙孤儿院，或罗马天主教修道院。玛蒂尔达·盖德尔修女救助了250至550名犹太儿童，看护设施遍布阿宁、比亞沃文卡區、科托穆夫、缅济莱谢、普乌迪、塞伊内、维尔纽斯等地。盖德尔修道院位于通向华沙隔都的入口处。当纳粹于1941年开始清理隔都时，盖德尔收养了许多孤儿，并将他们分散到玛丽亚家庭会的各家中。当纳粹开始将孤儿送到毒气室时，盖德尔伪造洗礼证明，为孩子们提供虚假身份。修女们每天都生活在德国人的恐惧之中。迈克尔·费耶称盖德尔和和玛丽家庭会拯救了超过750名犹太人。
历史学家已经证明，在许多村庄中，犹太家庭隐姓埋名地以基督徒的假身份生活。当地居民完全了解他们的身份，但没有出卖他们，让他们得以活过大屠杀。类似的案例曾发生在位于拉多姆附近的久尔库夫、上西里西亚的别斯科、琴斯托霍瓦附近的奥尔什丁、格鲁耶茨附近的克热尼乌夫卡，以及瓦斯卡热夫、索伯列夫与和维尔加之间的三角形地带，还有沃维奇附近的多个村庄。
一些波兰高级神职人员一贯对犹太人持有敌意的神学态度，在战前就为人所知，战争时期仍旧保持了下来。战争结束后，一些修道院不愿意将犹太儿童送回要求送还他们的机构，有时拒绝透露养父母的身份，迫使政府机构和法院干预。

## 犹太人和波兰政府
国际社会对援助犹太人缺乏援助，导致流亡英国的波兰政府屡屡表达不满。波兰流亡政府经常公开表达对德国大规模谋杀犹太人的愤慨。1942年， 波兰地下国全民抵抗指挥部根据地下组织的报告发表了以下声明： 
近一年来，除了波兰人民被敌人杀戮的的悲剧之外，我们的国土上一直在发生可怕的、有计划的针对对犹太人的大屠杀。 这场大规模杀戮在人类历史上闻所未闻; 与此相比，历史上最臭名昭著的暴行显得微不足道。 由于无法以行动抵抗这种情况，我们以全体波兰人民的名义抗议对犹太人犯下的罪行; 所有政治和公共组织都参加了这一抗议。
 波兰政府是第一个向西方盟国通报犹太人大屠杀的政府。报告在早期经常受到质疑，甚至还遭到了犹太人领袖们的怀疑；西方列强花了长得多的时间怀疑报告是否确切。

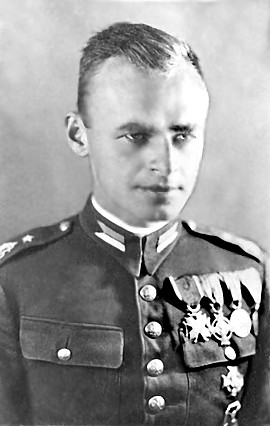
波兰家乡军特工威托德·皮雷茨基，志愿进入奥斯维辛集中营组织抵抗，在成功逃脱后写下了《威托德报告》记述集中营中的情况

波兰家乡军军官威托德·皮雷茨基是唯一一个自愿进入奥斯威辛集中营监禁的人。作为地下情报特工，他通过在奥斯威辛集中营组建的抵抗组织网络，向华沙的波兰抵抗组织总部发送了大量有关集中营和种族灭绝的报告。1941年3月，皮雷斯基的报告由波兰流亡政府转交给伦敦的英国政府，但英国当局拒绝相信家乡军关于暴行的报告，认为这是波兰政府的夸大宣传。
扬·卡尔斯基曾在波兰地下组织和波兰流亡政府之间担任信使。他曾偷偷进入华沙隔都，向波兰、英国和美国政府通报波兰犹太人的情况。1942年，卡尔斯基向波兰，英国和美国政府报告了波兰局势，特别是华沙隔都遭到的破坏和犹太人大屠杀。他会见了包括波兰总理在内的波兰流亡政客，以及波兰社会党、国家党、劳动党、人民党、犹太劳工总崩得和锡安工人运动等政党的成员。卡尔斯基还与英国外交大臣安东尼·艾登交谈，详细说明了他在华沙和贝乌热茨的所见所闻。1943年，他在伦敦遇到了当时的知名记者阿瑟·库斯勒。随后他前往美国并向罗斯福总统汇报；1943年7月，卡尔斯基再次亲自向罗斯福报告了波兰犹太人的困境，但总统“打断波兰使者并询问了波兰境内......马的情况”。在美国，卡尔斯基还会见了许多政府领导和民间领袖，包括费利克斯·弗兰克福特、科德尔·赫尔、威廉·约瑟夫·多诺万和斯蒂芬·塞缪尔·怀斯等人。卡尔斯基还向媒体，各种教派领袖（包括红衣主教塞缪尔·斯特里奇），好莱坞电影界的成员和艺术家呈现了他的报告，但没有取得成功。许多与他交谈的人都不相信他，认为他的证词过于夸大，或者认为是波兰流亡政府的宣传之辞。
波兰政府代表团是波兰境内地下政府的最高权力机构。代表团中没有犹太人代表，但代表团资助了热戈塔组织（该组织由犹太人和非犹太人共同管理）。自1942年以来，热戈塔从政府代表团获得了将近2900万兹罗提的资金，约合当时的500万美元，或今天的6780万美元。这些资金被用于救济成千上万的波兰犹太人家庭。流亡政府还向犹太抵抗组织（如犹太战斗组织和犹太军事联盟）提供特别援助，包括资金、武器和其他物资；尤其是在1942年之后。临时政府向西方传递犹太人地下组织的信息；如果对犹太人的暴行没有停止，临时政府支持犹太人对德国目标的报复请求，而盟军政府会回绝这种请求。波兰政府还试图增加波兰难民在中立国家寻求避难的机会，并阻止将逃离的犹太人遣返回纳粹占领的波兰，但没有取得多大成功。

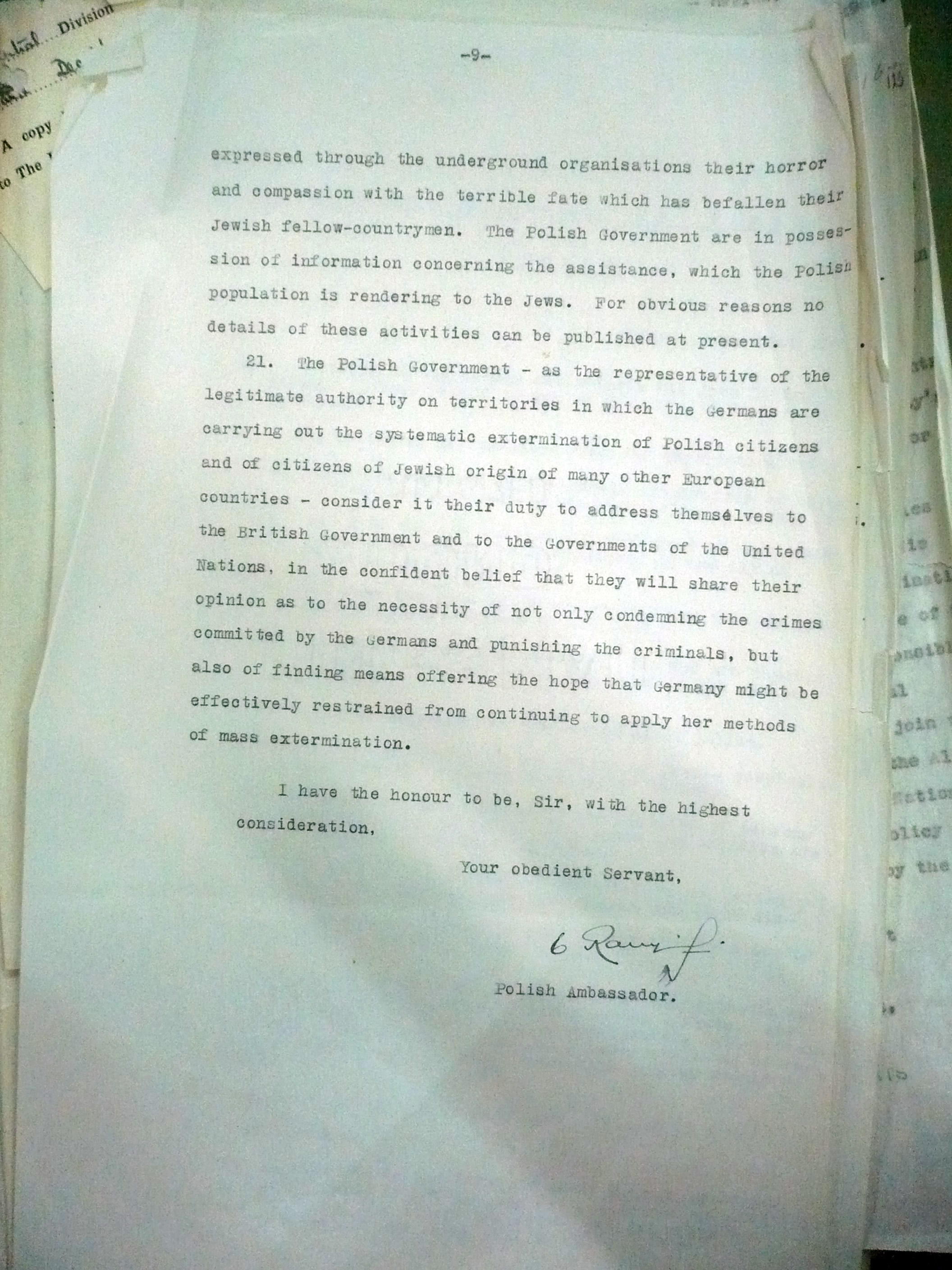
《拉钦斯基声明》的最后一页。该文件是1942年12月10日波兰流亡政府向安東尼·艾登递交的官方说明。

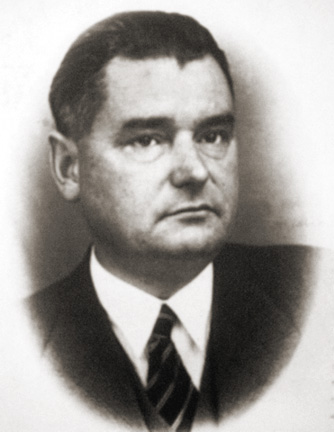
外交官亨利克·斯瓦维克伪造波兰护照拯救了犹太人。

波兰流亡政府驻匈牙利代表亨利克·斯瓦维克被称作“波兰的瓦伦贝格”，他帮助营救了超过3万名难民，其中包括5000名在布达佩斯的波兰犹太人：他给犹太人发放假护照，证明他们是“基督徒”。斯瓦维克还在瓦茨为犹太儿童建立了一所孤儿院，其对外正式名为“波兰军官子弟学校”。
波兰民族团结委员会中有两名波兰犹太人成员，使犹太人在流亡政府中得到充分代表。此外，波兰政府代表团于1943年成立了地下国的犹太事务部门，由威托德·比恩科夫斯基和瓦迪斯瓦夫·巴托舍夫斯基领导。该部门的目的是组织有关波兰犹太人口的事务，与热戈塔协调工作，并为伦敦的流亡政府准备关于犹太人下场的文件。令人遗憾的是，在流亡政府还没完全理解最终解决方案的彻底性之前，已经有大批波兰犹太人被杀。根据大卫·恩格尔和达利乌什·斯托拉的说法，流亡政府关注全体波兰人民的命运，致力于重新恢复独立的波兰国家，并力图让自己作为盟军之间的平等伙伴。除了相对弱小之外，流亡政府还受到西方的审视。美国和英国的犹太人对流亡政府尤为严厉，因为他们不愿批评自己的政府在拯救犹太人方面的无所作为。
波兰政府及其在国内的地下代表发表声明称，针对犹太人的行为（如敲诈勒索等）将受到死刑的惩罚。 波兰总理兼武装部队总司令瓦迪斯瓦夫·西科尔斯基将军签署了一项法令，呼吁波兰人民向受迫害的犹太人提供援助。法令包含以下的严厉警告： 
任何直接和间接参与德国犯罪的共谋行为是对波兰最严重的罪行。任何在他们的谋杀行为中合作的波兰人——无论是敲诈勒索、告发犹太人、还是剥削他们可怕的困境或参与抢劫行为——都是违反波兰共和国法律的重大罪行。——西科尔斯基于华沙，1943年5月
根据迈克尔·斯坦因劳夫的说法，在1943年华沙隔都起义之前，西科尔斯基对波兰人帮助犹太人的呼吁仅在极少数情况下出现在他的公报中。斯坦因劳夫指出，在伦敦发表的一次演讲中，西科尔斯基承诺犹太人在战后享有平等的权利，但这一承诺在演讲的印刷版中被毫无理由地遗漏了。根据大卫·恩格尔的说法，流亡政府的一些成员怀疑波兰犹太人是否忠于波兰和波兰利益，导致政治局势紧张。例如，犹太机构拒绝支持波兰对归还利沃夫省和維爾諾省的要求。总的来说，正如斯托拉所言，波兰政府与其他盟国政府一样没有准备好应对犹太人大屠杀；而且直到有关大屠杀的报告传播更为广泛后，政府才不再对吸引民众援助犹太人犹豫不决。
波兰流亡政府全国委员会的犹太成员什穆尔·齐格耶博伊姆于1943年5月在伦敦自杀，以抗议盟军政府对犹太人民遭遇毁灭的漠不关心；并抗议波兰政府面对波兰犹太人遭到如此规模的悲剧，却没法引领相称的公众舆论。

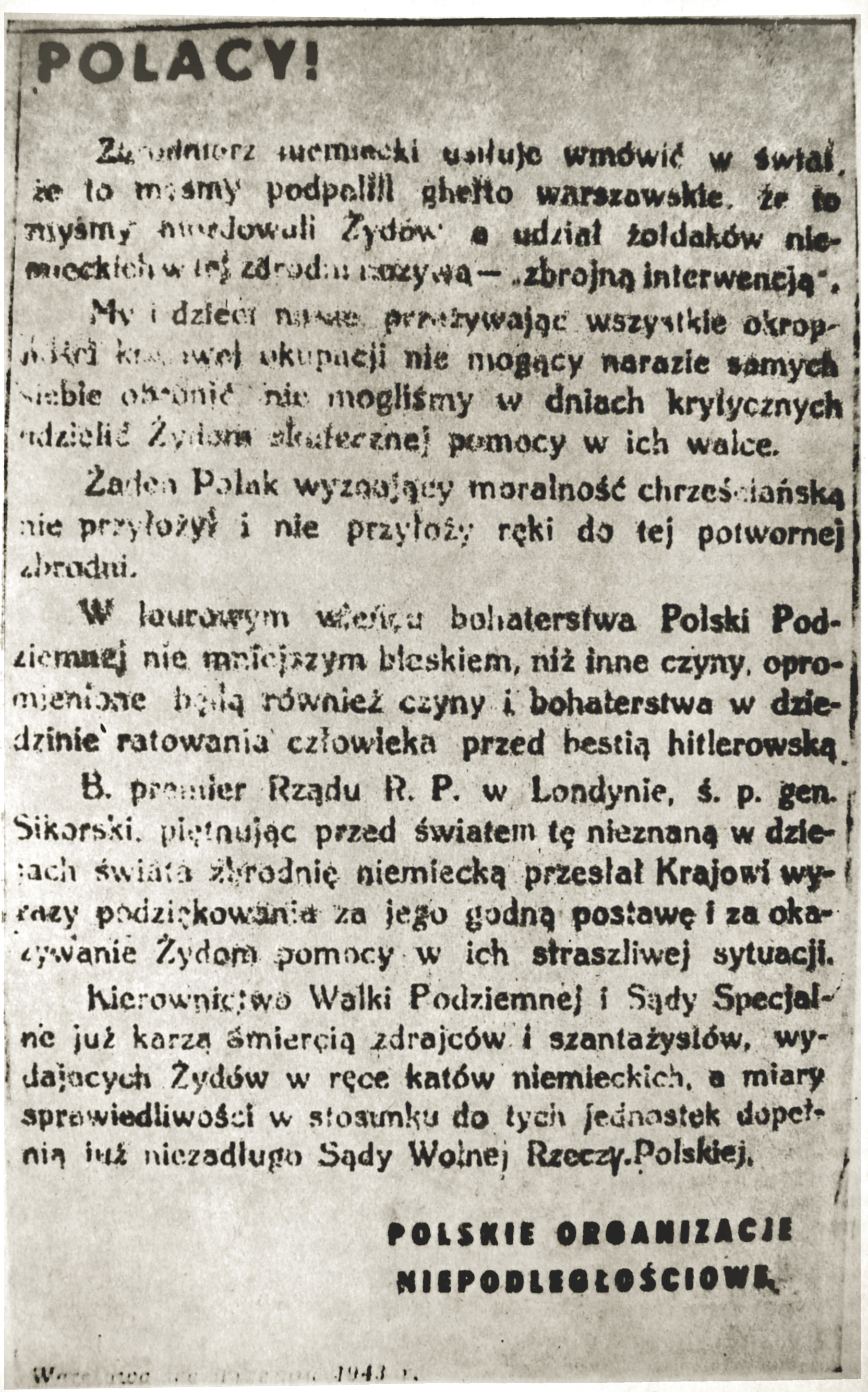
1943年由热戈塔张贴的秘密告示，称勒索和出卖犹太人将被处以死刑

波兰地下国是欧洲唯一拥有广泛的地下司法系统的国家。虽然受到实际情况的限制，这些地下法院的运作注重正当程序，因此可能需要数月才能通过死刑判决。然而，Prekerowa指出，直到1943年9月非军事法庭才开始发布死刑判决，这意味着自1940年纳粹第一次反犹太措施以来，敲诈者已经工作好一段时间了。总体而言，直到1942年底，波兰人才得以组织地下非军事法庭，使其合法化，并授予法庭对民事犯罪判处死刑的权力——如非叛国的通敌行为，以及敲诈勒索行为。根据约瑟夫·克尔米什（Joseph Kermish）的说法，在被特别法院判处死刑，并被波兰抵抗战士冒着自身的死亡风险执行处决的数千名通敌者中，很少有明确的敲诈勒索者或迫害犹太人的线人。根据克尔米什的说法，这导致一些敲诈者在他们的犯罪活动中越来越大胆。 Marek Jan Chodakiewicz写道，一些波兰犹太人因出卖其他犹太人而被处决。他指出，由于纳粹线人经常出卖地下组织成员和藏身的犹太人，因此通敌的指控较为宽泛，而判决则是因累积的罪行而通过的。
由左翼治愈运动、波兰社会党以及中间派民主党官员指挥的家乡军部队欢迎犹太战士与波兰人一起服役，不会因他们的种族身份而产生问题。然而家乡军的一些右翼部队排除了犹太人加入。与之类似，代表处的一些成员将犹太人和波兰人视为独立的实体。历史学家以色列·古特曼指出，家乡军领导人斯特凡·罗维斯基曾提倡如果德国人开展一场针对波兰人的灭绝运动，应放弃长远运行地下组织的考虑，发起一场全面起义；然而，针对波兰犹太平民的灭绝运动确实在进行，家乡军却没有这样的计划。另一方面，波兰政府在战前武装和训练了莱希等犹太准军事集团。在流亡期间，波兰政府接纳数千名波兰犹太战士进入安德斯军团，其中包括梅纳赫姆·贝京等领导人。在整个战争期间，流亡政府继续了支持政策，使犹太战斗组织和犹太军事联盟成为波兰抵抗运动的组成部分。

## 引用
1. 1 2 3 4 5 6 7 8 9 10 11  Lukas (1989), p. 13，"The estimates of Jewish survivors in Poland... do not accurately reflect the extent of the Poles' enormous sacrifices on behalf of the Jews because, at various times during the occupation, there were more Jews in hiding than in the end survived."
2. 1 2  . The Righteous Among The Nations. Yad Vashem The Holocaust Martyrs' and Heroes' Remembrance Authority. 2019-06-01  [2018年7月19日].
3. ↑  Epstein, Catherine. . John Wiley & Sons. 2015: 172–173. ISBN 1118294793 –Google Books. Although the refusal to bomb Auschwitz（英语：Auschwitz bombing debate） seems a case of moral indifference, it was, in fact, reasoned strategy.参见： Polish Ministry of Foreign Affairs (10 December 1942), The Mass Extermination of Jews in German Occupied Poland. Note to the Governments of the United Nations.
4. 1 2  Piotrowski (1998), p. 119，chpt. Assistance.
5. ↑  Chaim Chefer. . Those That Helped. The HolocaustForgotten.com. 1996. （原始内容存档于2012-01-11）.
6. ↑  Jankowski, Jan; Serafinski, Antoni. . Nakl. Stowarzyszenia Prawników Polskich w Zjednoczonym Królestwie. 1941. OCLC 253451959 （波兰语）.
7. ↑  Eberhardt, Piotr,.  (PDF). Instytut Geografii i Przestrzennego Zagospodarowania im. Stanislawa Leszczyckiego, Polska Akademia Nauk. 2011: 25–29. ISBN 978-83-61590-46-0. OCLC 773797410. （原始内容 (pdf)存档于2014-05-20）.
8. ↑  Ringelblum, Emmanuel.  (pdf). 1942  [2019-06-03]. （原始内容存档 (PDF)于2021-02-24）.
9. ↑  . Holocaust Teacher Resource Center. United States Holocaust Memorial Museum. 2014-10-10  [2019-06-01]. （原始内容存档于2012-07-16）.
10. ↑  Janusz Gumkowski & Kazimierz Leszczynski. . Poland under Nazi Occupation (Warsaw: Polonia Publishing House). 1961: 7–33, 164–178. （原始内容存档于2010-12-28） –Internet Archive, 28 December 2010.
11. ↑  Żyńska, Marta.  [Biography of Sister Marta Wołowska]. Niedziela. 2003, 30  [2019-06-01]. （原始内容存档于2021-03-15）.
12. 1 2 3  Ringelblum，Kermish & Krakowski (1992)，p.226"Informing and denunciation flourish throughout the country, thanks largely to the Volksdeutsche. Arrests and round-ups at every step and constant searches..."
13. ↑  Gibney, M.J.; Hansen, R. . Immigration and Asylum: From 1900 to the Present. ABC-CLIO. 2005: 204  [2019-06-02]. ISBN 978-1-57607-796-2. （原始内容存档于2021-03-15）. |issue=被忽略 (帮助)
14. ↑  Zajączkowski (1988), pp. 152-178
15. ↑  Browning, C.R.; MatthÃœus, J. . Comprehensive history of the Holocaust. University of Nebraska Press. 2007: 262  [2019-06-02]. ISBN 978-0-8032-0392-1. （原始内容存档于2021-03-15）.
16. ↑  United States Holocaust Memorial Museum, , 2017  [2019-06-01], （原始内容存档于2017-08-11）
17. ↑  Piotrowski (1998)
18. ↑  Headland, Ronald. . Rutherford N.J. London: Fairleigh Dickinson University Press Associated University Presses. 1992: 125–126. ISBN 0-8386-3418-4. OCLC 23733941.
19. ↑  Niwiński, Piotr. . Warsaw: Instytut Pamięci Narodowej, Komisja Ścigania Zbrodni przeciwko Narodowi Polskiemu; Ministerstwo Spraw Zagranicznych Rzeczpospolitej Polskiej, Departament Współpracy z Polonią. 2011: 25–26  [2019-06-01]. （原始内容存档于2019-05-09）.
20. ↑  Alfred J. Rieber.  (PDF). Project Muse: 145–147.   [2019-06-01]. （原始内容存档 (PDF)于2020-10-30）.
21. ↑  Lower, Wendy.  (PDF). The Holocaust in the Soviet Union. The Center for Advanced Holocaust Studies of the United States Holocaust Memorial Museum: 15, 18–19, 20. September 2005. （原始内容 (PDF)存档于2012-08-16）.
22. ↑  I.K. Patrylyak.  [The Military Activities of the OUN (B), 1940–1942] (pdf). Kiev: Shevchenko University; Institute of History of Ukraine: 522–524. 2004  [2019-06-01]. （原始内容存档 (PDF)于2021-03-01）.
23. ↑  Іван Качановський.  [Contemporary politics of OUN (b) memory in Volhynia, and the Nazi massacres]. Україна модерна. 2013-03-30  [2019-06-01]. （原始内容存档于2021-03-15）.
24. ↑  Bubnys, Arūnas. . . Rodopi. 2004: 209–210. ISBN 90-420-0850-4.
25. ↑  Machcewicz, Paweł.  [The Flames of Hatred]. Polityka. 2002-10-26, 2373 (43): 71–73. （原始内容存档于2009-03-10） （英语）.
26. ↑  Steinlauf (1997), p. 30
27. ↑  Lukas (1989)
28. ↑  Szybalski, Waclaw. . International Weigl Conference (Microorganisms in Pathogenesis and their Drug Resistance - Programme and Abstracts: 10 – 31. 2003. （原始内容存档于2006-03-15）.
29. ↑  Golab, Art. . Chicago Sun-Times. 2006-12-20. （原始内容存档于2007-10-30）.
30. ↑  Pityñski, Andrzej. . Stalowa Wola Museum. （原始内容存档于2007-11-11） （波兰语）.
31. ↑  . Krakow-info.com.   [2013-04-30]. （原始内容存档于2020-08-02）.
32. ↑  Ogrodzinska, Halina Szymanska. . Ellen Land-Weber. 1939-10-17  [2019-06-02]. （原始内容存档于2021-03-15）.
33. ↑  Dr. Maria Ciesielska & Klara Jackl (ed.). . Historia pomocy. POLIN Museum of the History of Polish Jews. August 2014  [2019-06-01]. （原始内容存档于2016-07-16）.
34. ↑  Krakowski, Shmuel.  (PDF). Yad Vashem Archives.   [2019-06-01]. （原始内容存档 (PDF)于2016-03-06）.
35. 1 2  . Jewish Virtual Library.   [2019-06-01]. （原始内容存档于2016-12-08）.
36. 1 2 3 4 5 6 7 8 9 10 11 12 13 14 15  Paulsson, Gunnar S. . The Journal of Holocaust Education (Informa UK Limited). 1998, 7 (1-2): 19–44. ISSN 1359-1371. doi:10.1080/17504902.1998.11087056.
37. ↑  Furth, Hans G. . Journal of Genocide Research (Informa UK Limited). 1999, 1 (2): 227–232. ISSN 1462-3528. doi:10.1080/14623529908413952.
38. 1 2  Phayer, Michael. . Bloomington: Indiana University Press. 2000: 113,117,250. ISBN 0-253-33725-9. OCLC 50174731.
39. ↑  Urynowicz (2006), p. 209，见于Żaryn (2008)的引用
40. ↑  Prekerowa (2002), pp. 72-74
41. ↑  Zimmerman (2003)
42. ↑  Turowicz, Jerzy. Polonsky, Antony , 编. . My Brother's Keeper : Recent Polish Debates on the Holocaust (Routledge). 1989: 143  [2019-06-01]. ISBN 1134952104. （原始内容存档于2021-03-15）. Note 2: Teresa Prekerowa estimated that approximately 1–2.5 per cent of Poles (between 160,000 and 360,000) were actively engaged in helping Jews to survive.
43. ↑  Urząd Miasta Nowego Sącza. . Oficjalna strona miasta. Komunikaty Biura Prasowego. 2016  [2019-06-01]. （原始内容存档于2021-04-21）.
44. 1 2 3  Piotrowski (1998), p. 22，chpt. Nazi Terror.
45. ↑  Knade, Tadeusz. . Rzeczpospolita（英语：Rzeczpospolita (newspaper)）. 2002-10-12  [2015-06-19]. （原始内容存档于2015-06-19）.
46. ↑  Pawlikowski (2003), p. 110
47. ↑  Gilbert (2003), pp. 102-103
48. ↑  Ringelblum，Kermish & Krakowski (1992), p. 226
49. ↑  Gilbert (2003)，p. 146
50. ↑  Lukas (1994), pp. 180-189
51. ↑  Tonini, Carla. . European Review of History: Revue europeenne d'histoire (Informa UK Limited). 2008, 15 (2): 193–205. ISSN 1350-7486. doi:10.1080/13507480801931119.
52. ↑  Connelly (2005), pp. 771–781；此文是对Friedrich (2005，第711–746頁)的回应
53. ↑  Connelly (2005), pp. 771–781
54. 1 2  Wyman, C.H.; Wyman, D.S.; Rosenzveig, C.H. . Johns Hopkins University Press. 1996: 81–101,106  [2019-06-02]. ISBN 978-0-8018-4969-5. （原始内容存档于2021-03-15）.
55. ↑  Śliwowska (1998), pp. 187-188
56. ↑  . Msz.gov.pl. 2006-06-14  [2011-10-07]. （原始内容存档于2006-09-07）.
57. ↑  . .yadvashem.org. 2010-02-16  [2013-04-30]. （原始内容存档于2021-03-15）.
58. ↑  Piotrowski (1998), p. 66，chpt. German Occupation.
59. 1 2 3  Radzilowski, John. . H-Holocaust. （原始内容存档于2007-06-12）.
60. ↑  Szuchta, Robert.  [Review of Jan Grabowski, "Ja tego Żyda znam! Szantażowanie Żydów w Warszawie, 1939-1943"] (pdf). Zydzi w Polsce.   [2019-06-01]. （原始内容存档 (PDF)于2021-02-25） （波兰语）.
61. ↑  Szuchta, Robert. . Rzeczpospolita. 2008-09-22  [2019-06-04]. （原始内容存档于2021-03-15） （波兰语）.
62. ↑  . www.stat.gov.pl. Central Statistical Office of Poland.   [2008-08-29]. （原始内容存档于2008-09-17） （英语）.
63. 1 2  Steinlauf (1997), pp. 41-42
64. ↑  Cesarani & Kavanaugh (2004), pp. 41ff，attitudes.
65. ↑  Gutman (1989)，p. 265
66. ↑  Polonsky, Antony. Frankel, Jonathan , 编. . Studies in Contemporary Jewry : Volume XIII: The Fate of the European Jews, 1939-1945: Continuity or Contingency (City: Oxford University Press, USA). 1998: 190–224  [2019-06-01]. ISBN 978-0-19-535325-9. OCLC 814454750. （原始内容存档于2021-03-15）.
67. ↑  Gross, Jan Tomasz. Deák, István; Judt, Tony , 编. . The politics of retribution in Europe : World War II and its aftermath (Princeton University Press). 2000: 84  [2019-06-01]. ISBN 0-691-00953-8. OCLC 43840165. （原始内容存档于2021-03-15）.
68. 1 2  Zimmerman (2003)
69. ↑  Frankel, Jonathan (编). . Jews and Gender : the Challenge to Hierarchy (New York: Oxford University Press). 2001: 342  [2019-06-01]. ISBN 978-0-19-534977-1. OCLC 476026491. （原始内容存档于2021-03-15）.
70. ↑  . Sru.edu.   [2013-04-30]. （原始内容存档于2010-05-27）.
71. ↑  Tec (1986), p. 58
72. ↑  Tec (1986), p. 72
73. 1 2 3 4 5  Pawlikowski (2003), pp. 110-113
74. ↑  Paldiel, Mordecai. . Ktav. 1993: 181  [2019-06-04]. ISBN 978-0-88125-376-4. （原始内容存档于2021-03-15）.
75. 1 2  Kermish (1977), pp. 14–17, 30, 32克尔米什估计热戈塔每月能收到5万兹罗提的救济金，但这一说法和热戈塔的报告矛盾。根据Wincenti & Wojcik (1944)，仅热戈塔在克拉科夫的一个支部在1943年7月就收到了100万兹罗提。1944年12月的年度报告称：“7月底，我支部从华沙支部获得授权，确认将100万兹罗提转移到克拉科夫支部，以分发给福利支持和普瓦舒夫、梅列茨、威利茨卡和斯塔罗瓦沃拉的集中营——总共约22,000名犹太人。”根据Polonsky (2004)的说法，热戈塔从波兰流亡政府收到了2900万兹罗提，作为犹太家庭的救济金。
76. 1 2  Cherry (2007)，p. 25
77. ↑  Paldiel, Mordecai. . Ktav. 1993: 184  [2019-06-04]. ISBN 978-0-88125-376-4. （原始内容存档于2021-03-15）.
78. ↑  Lukas (1989), p. 13；另见：Lukas (1986)
79. ↑  . Institute of National Remembrance. 2019-05-29  [2019-06-01]. （原始内容存档于2008-12-05）.
80. ↑  Chodakiewicz, Marek Jan. . 2002  [2019-06-01]. （原始内容 (doc)存档于2011-09-27）.
81. ↑  Cherry (2007)，p. 5
82. ↑  Zajączkowski (1988), pp. 123-124, 228"In Grzegorzówka, and in Hadle Szklarskie (Przeworsk County, Rzeszów Voivodeship), military police extracted from two Jewish women the names of Christian Poles helping them and other Jews – 11 Polish men were murdered. In Korniaktów forest (Łańcut County, Rzeszów Voivodeship) a Jewish woman caught in a bunker revealed the whereabouts of the Catholic family who fed her – the whole Polish family were murdered. In Jeziorko, Łowicz County (Warsaw Voivodeship), a Jewish man betrayed all Polish rescuers known to him – 13 Catholics were murdered by the German military police. In Lipowiec Duży (Biłgoraj County, Lublin Voivodeship), a captured Jew led the Germans to his saviors – 5 Catholics were murdered including a 6-year-old child and their farm was burned. There were other similar cases."
83. ↑  Siemaszko, Władysław; Siemaszko, Ewa. . Borowiecky. 2000: 363. ISBN 83-87689-34-3. OCLC 645733047 （波兰语）.
84. ↑  Leszek M. Włodek, historian.  (PDF). Bulletin No 28 – January 2002. Przemyśl: Katolickie Stowarzyszenie "Civitas Christiana": 2. 2002  [2012-01-14]. （原始内容 (PDF 4,096 bytes)存档于2016-03-05） （波兰语）.
85. ↑  Moroz & Datko (1996), pp. 385-386, 390-391；Łukomski (1974), p. 62；Jemielity (1974), p. 55；Żaryn (2002), pp. 112-117.文献列表见于Zajączkowski (1988，第152-178頁).
86. 1 2  Żaryn (2008)
87. ↑  Kolpanitzky, Kopel. . London Portland, OR: Vallentine Mitchell. 2007: 89–96. ISBN 978-0-85303-695-1. OCLC 80332812.
88. ↑  Zajączkowski (1988), pp. 154-155；Weigler (1957), pp. 19-20；Ainsztein (1975), pp. 450-453；Na Rubieży (Wrocław), no. 10 (1994): pp. 10–11 (Huta Werchodudzka); Na Rubieży, no. 12 (1995): pp. 7–20 (Huta Pieniacka); Na Rubieży, no. 54 (2001): pp. 18–29.
89. ↑  Halperin, Ruth Sztejnman; Hertz, Gila. . Ehrlich, Elhanan; Tolman, Lynne  (编).  [Szumsk, memorial book of the martyrs of Szumsk]. Tel Aviv: Former Residents of Szumsk in Israel. 1968: 29–48  [2019-06-03]. （原始内容存档于2021-03-15）.
90. 1 2  Bartoszewski & Lewinówna (1969), pp. 533-534
91. ↑  Instytut Pamięci Narodowej, Wystawa „Sprawiedliwi wśród Narodów Świata”– 15 czerwca 2004 r., Rzeszów. （页面存档备份，存于） "Polacy pomagali Żydom podczas wojny, choć groziła za to kara śmierci – o tym wie większość z nas." (Exhibition "Righteous among the Nations." Rzeszów, 15 June 2004. Subtitled: "The Poles were helping Jews during the war - most of us already know that.") Last actualization 8 November 2008. （波兰語）
92. ↑  Augustyniak, Alicja. . Warszawa: Wydawn. Sióstr Loretanek. 2002: 161–162. ISBN 83-7257-103-1. OCLC 225566024 （波兰语）.
93. ↑  Wewryk, Kalmen. . Montreal: Concordia University Chair in Canadian Jewish Studies and the Montreal Institute for Genocide and Human Rights Studies. 1999: 66–68,71. ISBN 978-0-88947-347-8. OCLC 43026127.
94. ↑  Ryszard Walczak. . Warsaw: GKBZpNP–IPN. 1997: 51  [2014-04-17]. ISBN 9788376290430.
95. ↑  Szymon Datner（英语：Szymon Datner）. . Warsaw: Książka i Wiedza. 1968: 99.
96. ↑  Curran (1994)；Arnold (1995)；Tomaszewski & Werbowski (1999), pp. 131-132
97. ↑  . web.archive.org. Znak.org.pl. （原始内容存档于2009-07-19） （波兰语）.
98. ↑  Libionka, Dariusz. .  (PDF). Warszawa: Instytut Pamięci Narodowej. 2004: 325. ISBN 83-89078-68-6. OCLC 58471005. （原始内容 (pdf)存档于2008-12-04） （波兰语）.
99. ↑  Brodacki, Krystian. . Tygodnik Solidarność. 2004-12-20  [2019-06-03]. （原始内容存档于2021-03-15） （波兰语）.
100. ↑  Cała, Alina. . Magnes Press, Hebrew University. 1995: 209-210. ISBN 965-223-900-3. OCLC 34038763.
101. ↑  Goldberg, Shiye. . H. Leivick Publishing House. 1985: 166–167. OCLC 144704538.
102. ↑  Polonsky, Antony. . . London/Portland, OR: The Littman Library of Jewish Civilization. 2000: 338. ISBN 978-1-874774-47-1. OCLC 45629058.
103. ↑  Singer, Gabriel. . Ehrlich, Elhanan  (编). . Tel Aviv: Irgun Yotse-Sṭashov be-Yiśraʼel (Organization of Staszowites in Israel). 1962: xviii  [2019-06-03]. （原始内容存档于2021-03-15）.
104. ↑  Bartoszewski & Lewinówna (1969), pp. 361；Shaiak (1966), pp. xvi–xvii；Śliwowska (1998), pp. 120-123；Niezabitowska (1986), pp. 118-124
105. ↑  Weber, Ellen. . Urbana: University of Illinois Press. 2000: 204-206, 246. ISBN 0-252-02515-6. OCLC 42690021.
106. ↑  Tec, Nechama. . New Haven: Yale University Press. 2003: 224-227,229. ISBN 978-0-300-15957-8. OCLC 884499459.
107. ↑  Gross, Natan,. . Vallentine Mitchell. 2001: 248–249. ISBN 0-85303-411-7. OCLC 45630123 （英语）.
108. ↑   [Communique regarding a decision to stop the investigation of the murder of Polish citizens of Jewish nationality in Jedwabne on 10 July 1941]. Institute of National Rememberance. （原始内容存档于2013-06-20） （波兰语）.
109. ↑  Glowacka, Dorota; Zylinska, Joanna. . Lincoln: University of Nebraska Press. 2007: 7  [2019-06-01]. ISBN 0-8032-0599-6. OCLC 154676978. （原始内容存档于2021-03-15）.
110. ↑  . The Warsaw Voice. 2003-07-17. （原始内容存档于2012-03-05）.
111. ↑  Michlic, Joanna.  (PDF). Hebrew University of Jerusalem's Current Trend in Antisemitism Series. （原始内容 (pdf)存档于2016-03-03）.
112. ↑  Kapralski, Sawomir. . History & Memory (Project Muse). 2006, 18 (1): 179–194  [2022-01-14]. ISSN 1527-1994. doi:10.1353/ham.2006.0004. （原始内容存档于2016-03-04）. ...a genuine memory of a traumatic event is possible only in a de-centered memory space, in which no standpoints are privileged a priori.
113. ↑  Franklin, Ruth. . The New Republic. 2006-10-02  [2019-06-01]. （原始内容存档于2011-10-03）.
114. ↑  . "No Child's Play" Exhibition. YadVashem.org. 2017  [2017-08-26]. （原始内容存档于2018-06-27）.
115. 1 2 3  Ringelblum，Kermish & Krakowski (1992)，pp. 58-88
116. ↑   (PDF).   [2019-05-31]. （原始内容存档 (PDF)于2021-02-24）.
117. ↑  .   [2019-06-01]. （原始内容存档于2018-07-11）.
118. ↑  . chicago.mfa.gov.pl. Consulate General of the Republic of Poland in Chicago.   [2019-06-01]. （原始内容存档于2019-02-14）.
119. ↑  Kumoch, Jakub. . israelhayom.com. Israel Hayom.   [2019-02-13]. （原始内容存档于2021-03-15）.
120. ↑  swissinfo.ch, Zbigniew Parafianowicz and Michal Potocki. . SWI swissinfo.ch.   [2019-05-31]. （原始内容存档于2021-03-15）.
121. ↑  Aderet, Ofer. . 2018-05-26  [2019-05-31]. （原始内容存档于2021-04-11）.
122. ↑  Piotrowski (1998), p. 112，chpt. Assistance.
123. 1 2  Sławiński, Andrzej; Bohdanowicz, Antoni. . Polish Resistance in WW2.   [2019-06-02]. （原始内容存档于2018-10-30） （英语）.
124. 1 2 3  Piotrowski (1998), p. 118，chpt. Assistance.
125. ↑  . Auschwitz.dk.   [2013-04-30]. （原始内容存档于2013-05-11）.
126. ↑  Cesarani & Kavanaugh (2004), p. 64. Also in: Jonathan Frankel (ed), Studies in Contemporary Jewry. Volume XIII, p. 217.
127. 1 2 3  Piotrowski (1998), p. 117，chpt. Assistance.
128. 1 2 3  Bogner (2012)
129. ↑  Kurek, Ewa. . New York: Hippocrene Books. 1997. ISBN 0-7818-0409-4. OCLC 35269996.
130. 1 2  Pawlikowski (2003), p. 113
131. ↑  Cesarani & Kavanaugh (2004), p. 68，nunneries.
132. ↑  Szymańska, Zofia. . "Pax". 1979: 149–176. ISBN 83-211-0021-X. OCLC 464665112 （波兰语）.；Ferderber-Salz, Bertha; Rosensaft, Menachem Z. . Holocaust Library. 1980: 199. OCLC 971390847.
133. ↑  LSIC. . Little Servant Sisters of the Immaculate Conception. Życie za życie, pp. 33-34.   [2019-06-01]. （原始内容存档于2017-08-31）.
134. ↑  Paldiel, Mordecai. . Jersey City, N.J: KTAV. 2006: 209–210. ISBN 978-0-88125-908-7. OCLC 61758014.
135. ↑  Sokol (1996)；Kozłowski (1995)；Morgens (1996), pp. 97,99；Bartoszewski & Lewinówna (1969), pp. 361,741-742
136. ↑  Pawlikowski (2003), pp. 113-115
137. ↑  Bogner (2012), pp. 41-44；另见：Phayer (2000), pp. 113,117-120,250：“In January 1941 Jan Dobraczynski（英语：Jan Dobraczynski） placed roughly 2,500 children in cooperating convents of Warsaw. Matylda Getter（英语：Matylda Getter） took many of them into her convent. During the Ghetto uprising the number of Jewish orphans in their care surged upward.”
138. 1 2 3 4   (PDF). Shoah Resource Center, The International School for Holocaust Studies.   [2019-06-03]. （原始内容 (PDF)存档于2011-06-05） （英语）.
139. ↑  Davies, Norman. . Oxford New York: Oxford University Press. 1996: 1023  [2019-06-01]. ISBN 978-0-19-820171-7. OCLC 35593922. （原始内容存档于2021-03-15）.
140. 1 2 3 4 5 6 7 8 9  Stola (2003), p. 87
141. 1 2 3  Engel (1993)，p. 138"The creation of the Rescue Council made the Polish government the second Allied regime – following the United States [3 months prior] – to establish an official body dedicated to assisting the remaining Jews ... the Polish government was the first to state unambiguously that the object of its rescue agency's efforts were to be Jews."另据Lerski (1944，注释1)，Engel提到的“委员会”的目的仅在于协调已经在波兰长期运作的救援活动。
142. ↑  . The Righteous Among the Nations. The Holocaust Martyrs' and Heroes' Remembrance Authority, Yad Vashem. 2013. （原始内容存档于2013-04-25） –Internet Archive. 参数|journal=与模板{{cite web}}不匹配（建议改用{{cite journal}}或|website=） (帮助)
143. ↑  Scheib, Ronnie. . Variety. News, Film Reviews, Media. 2011-03-07  [2011-10-07]. （原始内容存档于2012-11-08）.
144. ↑  Piasecki, Waldemar. .   [2019-06-04]. （原始内容存档于2009-01-23） （波兰语）. Kiedy w lipcu 1943 roku raportował mu w Białym Domu tragedię żydowską, prezydent przerwał i zapytał polskiego emisariusza o sytuację... koni w Generalnej Guberni.
145. ↑  Steinlauf，Wyman & Rosenzveig (1996), pp. 98,105
146. ↑  Parker, Robert. . Oxford England New York: Oxford University Press. 1997: 276  [2019-06-01]. ISBN 978-0-19-280207-1. OCLC 36485975. （原始内容存档于2021-03-15）.
147. ↑  基于CPI计算，由该网站提供：. DollarTimes. 2019-06-01  [2019-06-04]. （原始内容存档于2010-09-09）.
148. ↑  Cesarani & Kavanaugh (2004), p. 64
149. ↑  Łubczyk, Grzegorz. . Trybuna. 2002-05-24. （原始内容存档于2007-09-27）. 参数|newspaper=与模板{{cite web}}不匹配（建议改用{{cite news}}或|website=） (帮助); |volume=被忽略 (帮助); |issue=被忽略 (帮助)
150. ↑  . Warsaw Voice. 2004-01-28  [2008-05-20]. （原始内容存档于2009-07-19）.
151. ↑  . Archiwum działalności Prezydenta RP w latach 1997–2005. （原始内容存档于2007-09-02） （波兰语）.
152. ↑  Zawadzka (2010)；另见：Museum of the History of Polish Jews (2010)
153. 1 2  Engel (1993)
154. ↑  Steinlauf，Wyman & Rosenzveig (1996), pp. 98,104-105
155. 1 2  Wronski, Stanislaw,; Zwolakowa, Maria,. . . Kiezka i Wiedza. 1971: 283. OCLC 490956489 （波兰语）. Polacy! [§ 5] ... wszelka bezpośrednia czy pośrednia pomoc okazywana Niemcom w ich zbrodniczej akcji jest najcięższym przestępstwem w stosunku do Polski. Każdy Polak, który współdziała z ich mordercza akcją, czy to szantażując lub denuncjując Żydów czy to wyzyskując ich okropne położenie lub uczestnicząc w grabieży, popełnia ciężką zbrodnię wobec praw Rzeczypospolitej Polskiej i będzie niezwłocznie ukarany.
156. 1 2  Steinlauf (1997), p. 38
157. ↑  Engel (1993), p. 138
158. ↑  Engel (1993)，p. 35
159. ↑  Shapiro, Robert. . Hoboken, N.J: Yeshiva Univ. Press in association with KTAV Pub. House. 2003: 524  [2019-06-01]. ISBN 978-0-88125-775-5. OCLC 50441533. （原始内容存档于2021-03-15）.
160. ↑  Chojnacki, Piotr; Mazek, Dorota.  [Poles rescuing Jews during World War II] (PDF). Wybór materiałów Nr 23 (Warsaw: Institute of National Remembrance). 2008  [2019-06-02]. OCLC 495731157. （原始内容存档 (PDF)于2021-03-15） （波兰语）.
161. 1 2 3  Salmonowicz, Stanisław.  [Polish Underground State : 1939–1945]. Warsaw: Wydawnictwa Szkolne i Pedagogiczne. 1994: 281–284  [2019-06-01]. ISBN 83-02-05500-X. （原始内容存档于2021-03-15） （波兰语）.
162. 1 2  Prekerowa (2002), pp. 75-76
163. ↑  Chodakiewicz, Marek. . Lanham: Lexington Books. 2004: 154,178. ISBN 978-0-7391-0484-2. OCLC 52595248.
164. ↑  Zimmerman, Joshua D.  (PDF). Yeshiva University.   [2019-06-01]. （原始内容存档 (PDF)于2011-07-21）.
165. ↑  Michlic, Joanna. . Lincoln: University of Nebraska Press. 2006: 153-156. ISBN 978-0-8032-5637-8. OCLC 68189227.
166. ↑  Gutman (1989)，p. 259
167. ↑  Mielnik, Jakub. . Jak Polacy stworzyli Izrael. Focus.pl Historia. 2008-05-05. （原始内容存档于2009-07-20） （波兰语）.

## 拓展阅读
- Paulsson, Gunnar S. . Polin: Studies in Polish Jewry, Volume 13 (London/Portland, OR: The Littman Library of Jewish Civilization). 2000: 99  [2019-06-04]. ISBN 978-1-874774-47-1. OCLC 45629058. （原始内容存档于2021-03-15）.
- Paulsson, Gunnar S. Roth, John K.; Maxwell, Elisabeth , 编. . Remembering for the Future: The Holocaust. : 257  [2019-06-01]. ISBN 0333804864. （原始内容存档于2021-03-15）.
- Paulsson, Gunnar S. Zimmerman, Joshua D. , 编. . Contested Memories: Poles and Jews during the Holocaust and Its Aftermath (New Brunswick, New Jersey and London: Rutgers University Press). 2003: 173–192. ISBN 0813531586.